# Sophie and the Fakir
Sophie and the Fakir è un cortometraggio muto del 1915 diretto da Roy Clements.

## Produzione
Il film fu prodotto dalla Essanay Film Manufacturing Company. Venne girato a Niles. Gilbert M. 'Broncho Billy' Anderson, fondatore della casa di produzione Essanay (che aveva la sua sede a Chicago), aveva individuato nella cittadina californiana di Niles il luogo ideale per trasferirvi una sede distaccata della casa madre. Niles diventò, così, il set dei numerosi western prodotti dalla Essanay.

## Distribuzione
Distribuito dalla General Film Company, il film - un cortometraggio di una bobina - uscì nelle sale cinematografiche USA il 3 giugno 1915. È conosciuto anche con il titolo Sophie and the Faker.